# 목효기
목효기(睦孝基)는 사천 목씨의 시조이다.
고려시대에 요무장군낭장동정(耀武將軍郞將同正)을 지냈다.